# Capitole de l'État de l'Iowa
Le Capitole de l'État de l'Iowa, construit entre 1871 et 1886, selon les plans de John Crombie Cochrane (en) et Alfred H. Piquenard (en), se trouve dans la capitale Des Moines en Iowa. Il comprend le Bureau du gouverneur et les deux chambres de la législature de l'État, une bibliothèque et est inscrit au Registre national des lieux historiques en 1976.